# 警部・柘植京介
警部・柘植京介（けいぶ・つげきょうすけ）は、TBS系列の二時間ドラマ「月曜ゴールデン」で放映された作品のひとつ。主演は舘ひろしで、2010年9月13日に放映された。
超高層ホテル「ホテル・ディアレスト東京」を舞台に、未解決殺人事件の解決に奔走する一匹狼刑事の活躍を描く。

## キャスト

### 警視庁
- 柘植京介…舘ひろし

刑事。かつては捜査一課の刑事であったが、妻を射殺した犯人(被害者が妻だった事はマスコミ公表されず)を逮捕する際の行き過ぎた行為により、無期限謹慎処分を受ける。1年後、上司である永嶋の指示により、内密の単独捜査を行う事で職場復帰する。
- 神谷修司…加藤雅也

捜査一課刑事。柘植から刑事のイロハを教わった事から捜査方法や仕草までも真似するほどになり、捜査一課のエースとなった今も慕っている。捜査の際に、時々サングラスをかける。柘植の復帰を知り、昔のように一緒での捜査を望むも、自分の将来を気遣われて拒否される。その一方で昔のような柘植の暴走を心配している。
- 金児憲史

捜査一課刑事。神谷とコンビを組む。
- 永嶋昭仁…松方弘樹

刑事部参事官。柘植や神谷の直属の上司。かつて自らが処分を下した柘植に現場復帰のチャンスを与える。穏やかな語り方であるが冷静でいて、部下を信頼している。ドーベルマンを飼っていて、柘植を犬に例えて話をする事も。

### その他
- 高城涼子…森脇英理子

新聞記者。捜査一課に張り付き、特ダネ記事を狙っている。謹慎していたはずの柘植の現場復帰に疑問を感じるも、謹慎時の彼の真実を知り、捜査に協力することになる。
- 小暮佐和子…戸田菜穂

バー｢TARU｣のママ。柘植美和子の妹で、柘植の過去を知る人物。柘植に好意を寄せていて、時々本音を漏らすことも。
- 山下茂一…片桐竜次

3年前の殺人事件被害者。かつて、大田区で電子部品の工場を経営していたが5年前に倒産。事件当時は日雇いで生活していた。
- 山下　梅子…市川千恵子

茂一の母。
- 野沢進…金山一彦

「太田川製作所」の元工場長。
- 深沢友章…四方堂亘

ホテル支配人。
- 宮坂真吾…池田努

ホテルフロント係。
- 辰巳浩司…宮下裕治

ホテルフロント係。3年前の事件の目撃者。
- 若林雪乃…鶴町梨紗 ホテル客室係。
- ホテルのリネン担当のおばさん…たむらもとこ

- 兵藤泰造…久保晶

電子部品メーカー「兵藤グループ」社長。株主総会当日、ホテルの一室の風呂で死体で発見される。
- 兵藤泰成…斎藤歩

兵藤グループ部長。泰造の息子。
- 鶴巻忠裕…誠直也

兵藤グループ専務。
- 森野昭則…掛田誠

兵藤グループの「株主」。持っていた株券は山下茂一が生前持っていたものだった･･･
- 柘植美和子…野上智加

柘植京介の妻、小暮佐和子の姉。誕生日に事件に巻き込まれ射殺される。
- 兵藤泰造の秘書…優木かおる
- 公安部刑事…正木蒼二

兵藤グループの闇を追っていた。
- 久保真一郎、斉藤岳、荻原紀、山内萌子、安田暁、丸山敦史、鈴木博之、佐藤仙学、鈴木アキノフ、中島大介、南絢香、大橋寛展、星野晃、岡けんじ

## 放映情報
| 話数  | 放送日        | サブタイトル       | 脚本   | 監督     | 視聴率 |
| ----- | ------------- | ------------------ | ------ | -------- | ------ |
| 第1作 | 2010年9月13日 | 超高層ホテルの死角 | 田辺満 | 村松弘之 |        |

## スタッフ
- 脚本…田辺満
- 監督…村松弘之
- 車両…カースタントTA・KA
- ボディスタント…エレメンツ
- CG…マリンポスト
- 技術協力…バル・エンタープライズ
- 音響効果…メディアハウスサウンドデザイン
- 編集・MA…ザ・チューブ
- プロデューサー…小椋正樹
- 編成…福田健太郎
- 製作…ニューウェーヴ、TBS